# Gemeentearts
Een gemeentearts, gemeentegeneesheer, of stadsarts is een arts die door de gemeente is aangesteld als gesprekspartner met de gemeente over thema’s die raken aan (volks)gezondheid. De gemeentearts ontving voor zijn diensten een vergoeding uit de gemeentekas.
De gemeentearts overlegde periodiek over de volksgezondheid met een vertegenwoordiger van de gemeente, bijvoorbeeld de wethouder. Bij specifiek medische problematiek vond afstemming plaats tussen beleid(sontwikkeling) en uitvoering. Al in de 19e eeuw moesten de gemeenteartsen jaarlijks verslag uitbrengen aan de gemeente over de gezondheidstoestand van de inwoners.

## Taken
De taken waren per gemeente verschillend, later zorgde wetgeving voor meer uniformiteit. 
- Armenzorg - gratis gezondheidszorg
- Verloskunde - later kamen er aparte dokters in de verloskunde
- Inentingen: bijvoorbeeld pokken[2].
- Epidemieën
- Woningzoekenden: medische indicatiestelling bij woningzoekenden
- Keuring: van schutters, gemeentepersoneel[3] en controle op het ziekteverzuim
- Sociale verpleegkunde: opname gemeentelijke instellingen bij verpleging krankzinnigen of opname maatschappelijk ongeschikten
- Rampen: Hulp bij ongevallen op verzoek van de politie
- Schouwing - verrichten van gemeentelijke secties en voorlopige berging van lijken
- Onderwijstoezicht: geneeskundig schooltoezicht, later werd schoolarts een aparte functie[4]

## Verdwijnen
De medisch-sociale omstandigheden verbeterden in de loop der tijd. Veel taken werden overgenomen door andere functies als forensisch arts, instellingen als het Groene Kruis en de GGD of regelingen via de AWBZ.
Een bekende arts die de functie van gemeente-arts bekleedde was Sytze Greidanus.